# 南極における領有権主張の一覧

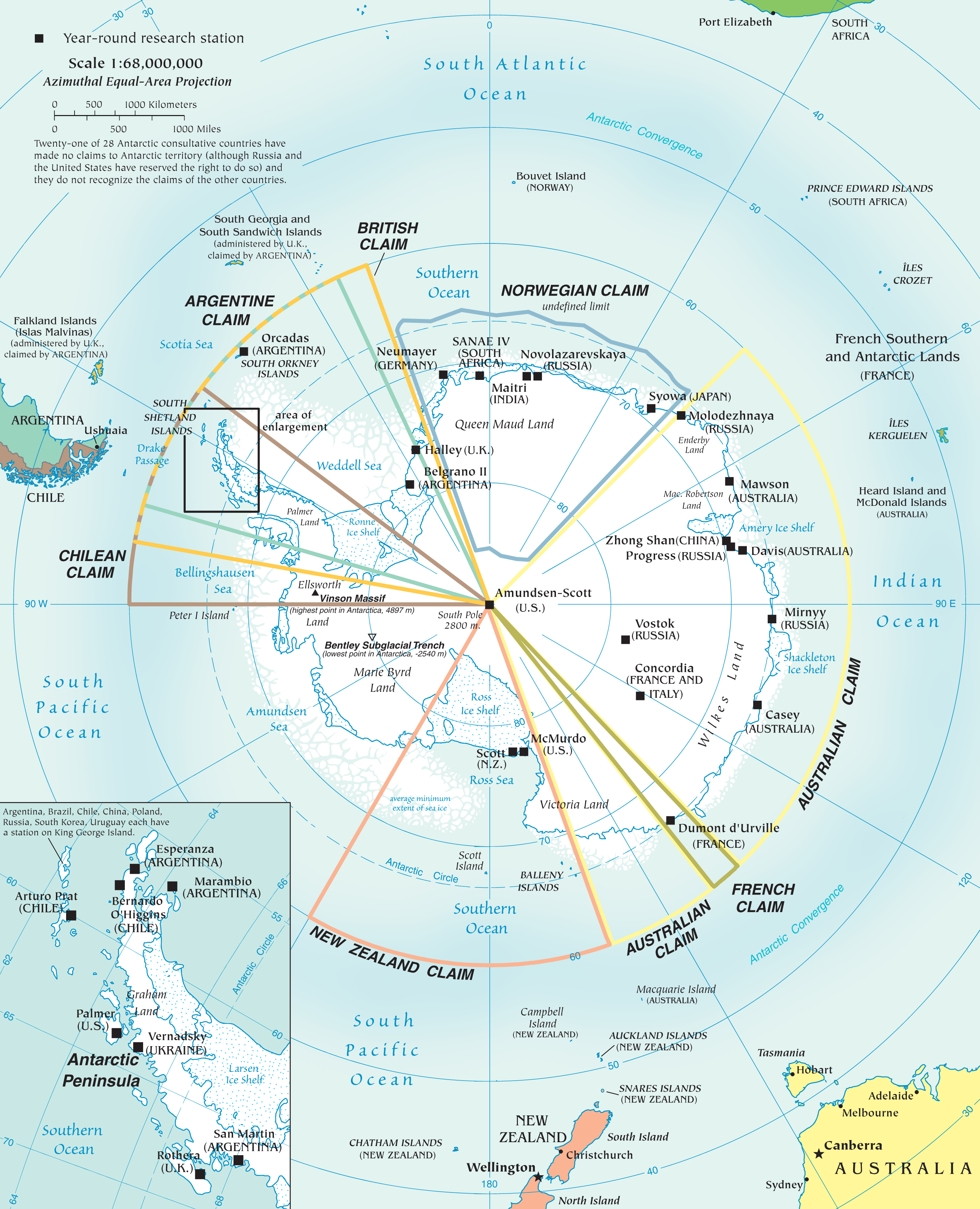
南極における領有権主張（色分けは下図と異なる）

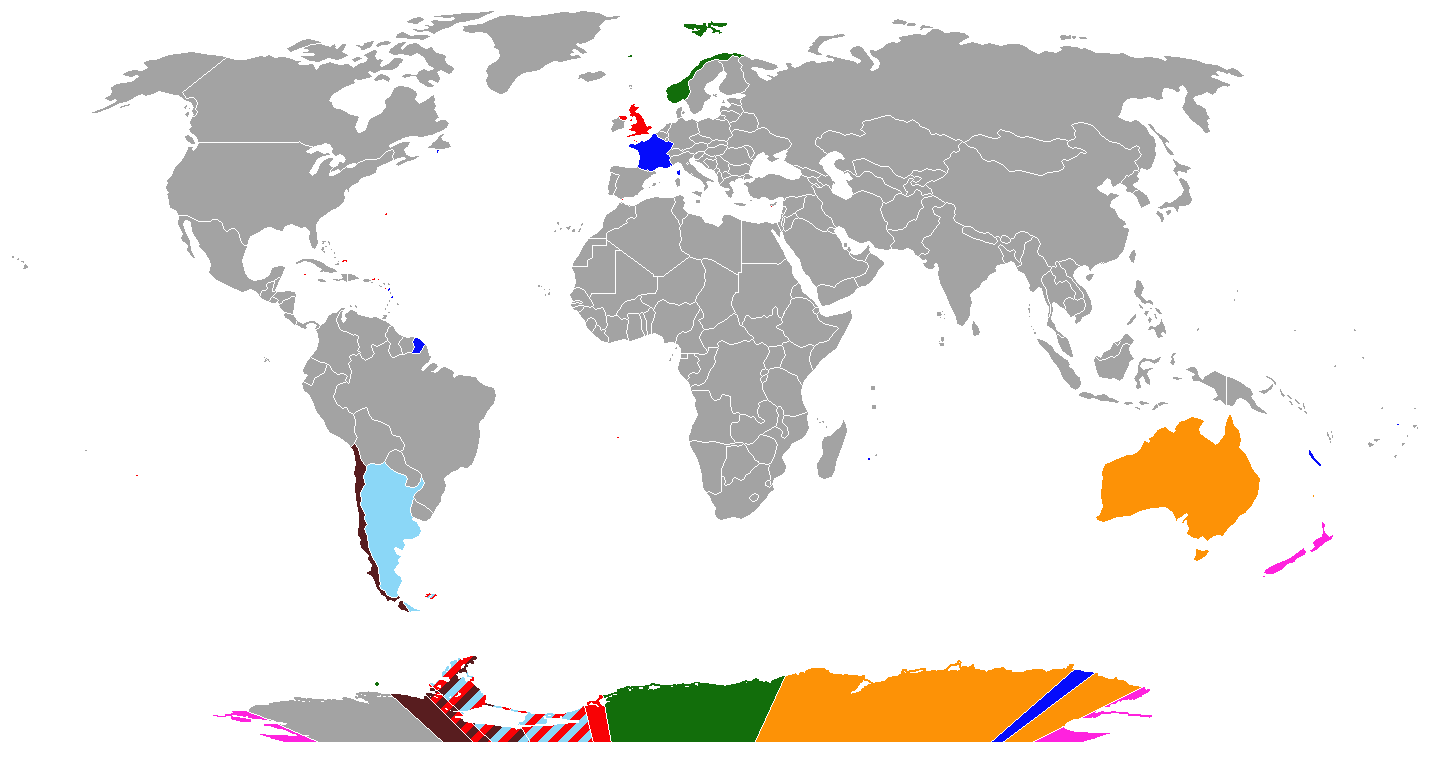
南極における領有権主張（本国と対照、色分けは下図と異なる）

南極での領有権主張（面積順）複数の主張で重複地域あり :
オーストラリア
ノルウェー
イギリス
チリ
アルゼンチン
ニュージーランド
フランス

このページでは、南極における領有権主張の一覧（なんきょくにおけるりょうゆうけんしゅちょうのいちらん）をしめす。南極は19世紀に至るまで無人地帯であったが、20世紀に入り、一部の国は探検の成果等により領有権を主張した。イギリス、オーストラリア、ニュージーランド、フランス、ノルウェーの5カ国は、それぞれの主張する地域を重ならないように調整したうえで相互に領有権を承認していた。これに対してアルゼンチンとチリがイギリスの主張する地域と重なる地域に独自の領有権を主張して対立を深めていた。これらの領有権主張は、1959年に締約された南極条約の第4条により全て凍結されて今日に至っている。しかし、凍結のままであり、放棄・否定されたわけではない。
多くの国は、セクター主義で領有権主張を行っている。なお、マリーバードランド（西経103度01分から158度01分の地域）を含む、西経90度から西経150度にかけての地域（ピョートル1世島を除く）は、現在のところどの国も領有を主張していない無主地である。
| 国名                 | 旗                   | 地域名                                                    | 主張範囲 | 主張範囲                                                | 主張した年 |
| -------------------- | -------------------- | --------------------------------------------------------- | -------- | ------------------------------------------------------- | ---------- |
| フランス             |                      | アデリーランド （フランス領南方・南極地域の一部）         |          | 東経142度2分から東経136度11分                           | 1924年     |
| チリ                 |                      | チリ領南極地域                                            |          | 西経53度から西経90度                                    | 1940年     |
| アルゼンチン         |                      | アルゼンチン領南極地域                                    |          | 西経25度から西経74度                                    | 1942年     |
| オーストラリア       |                      | オーストラリア南極領土                                    |          | 東経160度から142度2分及び 東経136度11分から東経44度38分 | 1933年     |
| イギリス             |                      | イギリス領南極地域 （イギリス海外領）                     |          | 西経20度から西経80度                                    | 1908年     |
| ノルウェー           |                      | ドロンニング・モード・ランド （クイーン・モード・ランド） |          | 東経44度38分から西経20度                                | 1939年     |
| ノルウェー           | ピョートル1世島      |                                                           | 1929年   |                                                         |            |
| ニュージーランド     |                      | ロス海属領                                                |          | 西経150度から東経160度                                  | 1923年     |
| 領有権主張がない地域 | 領有権主張がない地域 | マリーバードランド                                        |          | 西経90度から西経150度 （ピョートル1世島を除く）         |            |

## 切手
上記の「南極領」のうち、イギリス、フランス、オーストラリア、ニュージーランド（ロス海属領）は「南極用」の郵便切手を継続的に発行している。またチリも切手を発行したことがある。「本土」でも使用可能なオーストラリアを除けば、いずれも南極でしか使用できず、実際の使用例も少ない。

## 上記以外の国
- ブラジルが「興味ある地域」としてブラジル領南極を提案している。
- ドイツは1939年に探検隊を送り、ドロンニング・モード・ランドの一部を調査。この区域をノイシュヴァーベンラントと名付けた。ただし探検は極秘とされ、公式な領有権主張は行われなかった。
- 日本の白瀬矗は、1912年に最南端に到着した地点（ルーズベルト島南方のロス棚氷上）を「大和雪原」と命名し、日章旗を掲揚するとともに日本領を宣言した。ただし大和雪原の範囲は明確化されていないうえに、第二次世界大戦後のサンフランシスコ平和条約第2条(e)において、日本国政府は南極地域の領有権を放棄しており[1]、無効となっている。また、その後に大和雪原は陸上ではなく棚氷の上（つまり海上）であることが判明したため、その点でも領有権主張に馴染まないことが明らかになっている。
- 西アークティカ大公国（英語版） - 2001年に南極の無主地であるマリーバードランドにトラビス・マクヘンリー（英語版）大公が建国した国。